# Maria Krystyna Pawłowska-Godlewska
Maria Krystyna Pawłowska–Godlewska (née le 24 septembre 1948 à Radomsko) est une architecte-urbaniste polonaise.

## Biographie

### Éducation
Elle a étudié à la faculté d'architecture de l'École polytechnique de l'université de Wrocław où elle a obtenu son diplôme de master et d'ingénieur-architecte le 20 octobre 1972 (sur la base de travaux réalisés sous la direction du professeur Eugène Jodłowiec).

### Carrière professionnelle
- 1972-90: Planification urbaine à Opole, "Inwestprojekt" à Opole et à Poznań, Bureau de projets à Poznań, Bureau des projets d'urbanisme à Saïda (Algérie)
- 1990-97 et de 2003 à 2013 : travail dans l'administration territoriale et publique
- 1997-2002: travail dans des ateliers et studios d'architecture et d'urbanisme

Copropriétaire du Studio Twórcze Marii i Jana Godlewskich – Architektura Urbanistyka Wnętrza

## Activités principales

### Concours d'urbanisme et d'architecture
- centre-ville de Plock, SARP n ° 582/1976 avec Jan Godlewski
- centre-ouest de Katowice, SARP n ° 596/1976 avec Jan Godlewski
- centre-ville Będzin, SARP n ° 633, avec Jan Godlewski
- Kamieniec – projet du nouveau quartier résidentiel, SARP 1978
- complexe résidentiel à Konin, SARP 1979 avec Jan Godlewski
- centre de Wolomin, SARP n ° 641/1980 avec un Jan Godlewski
- L'église de Radzym Gaudenty à Gniezno, avec Jan Godlewski

### Réalisations
- écoles et jardins d'enfants : Poznań, Kościan, Wielichow, Śmiglu
- villas et maisons individuelles : Varsovie et à l'étranger
- centres de vacances en Pologne: Mrzeżyn, Tuczno, Wilczyn
- projets d'urbanisme : Opole, Poznań, Radomsko, Bydgoszcz, Kalisz, Pleszew
- ville de Naama en Algérie.